# Гіппарх (тиран)
Гіппарх (дав.-гр. Ἵππαρχος; ? — 514 до н. е.) — афінський політичний діяч часів тиранії Пісістратідів.

## Життєпис
Син афінського тирана Пісістрата. Після смерті батька у 527 році до н. е. разом із братами Гіппієм та Фессалом розділив владу над Афінами. Втім швидко відійшов від державних справ. Більшу увагу приділяв бенкетам та розвагам. Втім задля власною популярності наказав провести від афін низку важливих шляхів, уздовж яких поставив герми з моральними сентенціями, влучними висловами у віршованому вигляді (так званими гномами), автором яких був сам Гіппарх.
Саме завдяки Гіппархові в Афінах було закладено підвалини для йменування їх культурною столицею Стародавнього Греції. Гіппарх запросив до свого почту поетів Сімоніда Кеоського, Анакреона, Ласа Герміонського (з Арголіди). Разом з покровительством поетів Гіппарх полюбляв також радитися з провісниками та оракулами. Відомим провісником був Ономакріт. Згодом Гіппарх підтримував грішми оракула у Птойських горах. Цей оракул тоді конкурував по впливу з піфією у Дельфах.
У 520 році до н. е. разом із братом Гіппієм підтримував заслання роду Алкмеонідів. У наступні роки організовував оборону проти спроб Алкмеонідів повалити тиранію пісістратідів.
Вбито Гіппарха було у 514 році до н. е. внаслідок змови. Гіппарх залицявся до хлопця Гармодія, проте той відкинув кохання Гіппарха. У відповідь останній відсторонив сестру Гармодія від участь у почесній процесії на честь святкування Панафіней. Тоді Гармодій разом із своїм коханцем Аристогитоном вирішили вбити Гіппарха та його брата. У результаті Гіппарх загинув.

## Родина
Дружина — Фія, донька аристократа Сократа
дітей не було